# Аманат (фільм)
«Аманат» (каз. «Amanat») — казахстанський історично-драматичний фільм, знятий Сатибалди Наримбетовим. Прем'єра стрічки в Казахстані відбулась 19 травня 2016 року. Фільм розповідає про історика Ермухана Бекмаханова, який був звинувачений радянською владою в «буржуазному ультранаціоналізму» і засуджений до 25 років ув'язнення за наукові висновки про період повстання під проводом казахського національного героя — хана Кенесари.
Фільм був висунутий Казахстаном на премію «Оскар» за найкращий фільм іноземною мовою.

## У ролях
| Актор                 | Роль                       |
| --------------------- | -------------------------- |
| Берік Айтжанов        | історик Ермухан Бекмаханов |
| Санжар Мадієв         | хан Кенесари               |
| Карлигаш Мухамеджанов | Халіма                     |
| Азіз Бейшеналієв      | слідчий Бучин              |
| Дмитро Скирта         | Юшков                      |
| Сергій Погосян        | граф Нессельроде           |
| Дулига Акмолда        | Каліжан                    |
| Роман Хікалов         | Йосип                      |
| Азат Нуртаєв          | Рамазан                    |
| Ажар Ібраєва          | дружина Рамазана           |
| Анатолій Креженчуков  | професор Вяткін            |
| Гані Сулейменов       | професор Сулейменов        |
| Артем Митнєв          |                            |
| Куралай Анарбекова    |                            |
| Ерден Телемісов       |                            |